# 山口幸二
山口 幸二（やまぐち こうじ、1968年7月29日 - ）は、日本の元競輪選手、競輪評論家。岐阜県大垣市出身。O型。
日本競輪学校（当時。以下、競輪学校）第62期卒業。現役時は日本競輪選手会岐阜支部所属。初出走は1988年9月1日の大垣競輪場で初勝利も同レース。ホームバンクは大垣競輪場。師匠は棚橋良博。
父の山口啓（ひらく。7期）も元競輪選手。長男の聖矢（115期）、次男の拳矢（117期）、実弟の山口富生（68期）はともに競輪選手。子供は聖矢、拳矢のほかに三男がいる。

## 戦績
岐阜県立大垣西高等学校在学中まで野球をしていたが、父の山口啓が元選手（7期）ということもあり、卒業後は競輪学校を受験し合格。競輪学校卒業後から徐々に成績を上げ、やがてS級に定着する。
1993年の全日本選抜競輪（青森競輪場）では決勝に進出したが、決勝のゴールゴール直後、微差であったことから先にガッツポーズしたものの、ゴール直前での「ハンドル投げ」のタイミングを誤り、写真判定の末、高木隆弘の微差での2着に敗れてしまう。
しかし1998年、オールスター競輪（一宮競輪場）で予選回りながらも3連勝を果たして決勝進出。決勝でも直線で一気に伸びて勝ち、全走1着の「完全優勝」で悲願の特別競輪初制覇を果たす。さらに同年のKEIRINグランプリ'98（立川競輪場）では、同じ大垣をホームバンクとする山田裕仁の番手から抜け出し優勝した（歴代9人目の覇者）。
以降も山田裕仁と並ぶ「中部の顔」として、2005年の全日本選抜競輪で決勝2着となるなど特別競輪であるGIレースでも活躍を続けた。だが後に一時期成績が低迷したことから、2008年後期にはS級2班へ降格となってしまう。さらにその直前の4月には選手会岐阜支部の支部長に就任したことで、公務との兼務もあって以前より練習に多く時間を割けなくなってしまったものの、それでも40代を迎えながらも特別競輪の決勝に4回も進出する大活躍を見せたことから、2009年は1班復帰を飛び越えて年間獲得賞金額上位によるS級S班格付を果たし、2012年まで4年連続でS級S班格付を維持した。
2009年以降もS級S班の特権を生かして年間獲得賞金上位を争う活躍を見せたが、2009年には同県の後輩である永井清史に、2010年には伏見俊昭にかわされる形で2年連続で補欠となり、KEIRINグランプリの出場こそ逃してしまった（2009年は10位、2010年は8位だったため）。
2011年には特別競輪で日本選手権競輪・寬仁親王牌・オールスター競輪と3回も決勝で2着に入り、獲得賞金上位（3位）でKEIRINグランプリ2011に出場。12月30日の本番ではゴール前での武田豊樹、浅井康太との競り合いを制して1着となり、1998年以来13年ぶり2度目のグランプリ制覇を大会最年長の43歳で果たした。なお同年の年間獲得賞金額は2億円には200万円強ほど届かなかったが、それでも自身初の年間賞金王に輝き、40歳代4人目のGI以上勝利を達成したうえS級S班最高齢記録更新も確定させた。
2012年も東西王座戦や高松宮記念杯で決勝に進出する活躍を見せたが年間獲得賞金額が伸びず、年末に行われた競輪祭でも決勝戦に進出したものの7着となり、S級S班からの陥落が決定する。この時既に親しい仲間には、競輪祭で引退することを打ち明けており、決勝のレース後には検車場で弟の富生、山田裕仁、村上義弘らが涙を流しながら山口を迎えていた。
翌日の報道で引退が公になった後、12月4日に引退記者会見が行われ、「2011年から前の選手を追走できないことが増え、それでもグランプリを勝ち2012年はずっと1番車だったが、それを背負い続けて勝てなくなったこと」が引退の理由と語った。
12月25日、2012年のS級S班としての期間を満たす形で選手登録を消除。

## 引退後・現在
引退後は競輪関係の仕事に就く予定と報じられた。引退後、かつてコラムを連載していた縁から日刊スポーツと契約し、同紙専属評論家として直後のKEIRINグランプリシリーズより評論家デビューした。2014年4月からはSPEEDチャンネル専属コメンテーターに就任。2015年2月にはホームバンクであった大垣競輪場にて「ヤマコウカップ」が初開催され、以降「ヤマコウカップ」は時期は変動しながらも毎年継続して開催されている。
2020年8月15日、第63回オールスター競輪4日目第5レース終了後にエキシビションとして行われた「KEIRINレジェンドエキシビション III」に参戦、約8年ぶりにバンクを疾走した。なお、前年に行われた第62回オールスター競輪開催期間中のエキシビションレース「KEIRINレジェンドエキシビション II」では、チェアマンとして現役ないし元選手に出場交渉を行った。
同年9月24日、次男の拳矢が出場した和歌山FIにて完全優勝を果たし、本格デビューから最短の6場所でS級への特別昇級を決めた。決勝戦当日はサプライズで優勝選手インタビュアーとして登場し、息子をインタビューした。
2023年の第77回日本選手権競輪（平塚競輪場）にて、次男の拳矢がGI初優出初優勝を成し遂げ、松村憲・松村信定父子、稲村雅士・稲村成浩父子に次ぐ、史上3例目の父子GI制覇を達成した。表彰式では自身がインタビュアーを務め、これまで周囲に散々迷惑をかけてきた拳矢（詳細は山口拳矢の項目を参照）を半ば説教も込みでインタビューしつつも勝利を称えた。この勝利で同年末のグランプリに出場したことで、史上初となる親子グランプリ出場、S級S班在籍も果たした。
2024年4月20日、日本名輪会に新規社員として入会。
なお、聖矢・拳矢がともに競輪選手（競輪関係者）となった現在も、自身は日刊スポーツでの評論活動は継続している（山口聖矢・拳矢、そして弟の富生が出走するレースは、競輪界の不文律により予想・評論は行わない）。

## 主な獲得タイトルと記録
- 1998年 - オールスター競輪（一宮競輪場）・KEIRINグランプリ'98（立川競輪場）
- 2011年 - KEIRINグランプリ2011（平塚競輪場）
- 年間賞金王1回 - 2011年
- 通算成績 - 2040戦397勝
- 通算獲得賞金 - 13億7058万5354円

## 競走スタイル
一般的な追い込み選手であるが、ここぞという所での活躍は目覚ましく、結果的にファンの記憶に残る結果を残すことは数多い。勝ち上がりに非常に長けており、目標選手不発でも3着までに入るハンドル捌きと差し脚を備えていた。

## エピソード

### 2度のグランプリ優勝時のエピソード
- 1998年のグランプリ前日の練習において、優勝したときに備えて再三に亘ってガッツポーズの練習をしていたことがスポーツ紙に掲載されたが、本番でその成果を実らせた。ちなみに山口は8番車だったが、それ以前のKEIRINグランプリにおいて8番車はおろか、「ヨーロッパ（4・6・8番車）」の優勝者もいなかった。
- 2011年のグランプリ直前練習においても、1998年時と類似の練習を行っていた。そのときは、深谷知広が逃げ、自身はラインの3番手を固めた上で、深谷の番手の浅井康太が優勝するという想定のため、浅井にガッツポーズさせ、深谷と自身がそれぞれ浅井の腕を持って祝福するといった「練習」だったが、結果は、自身が2度目の優勝とあいまった。

### その他
- ニックネームとして『ヤマコウ』のほかにも、現役晩年は地元の選手会支部長を務めながら特別競輪を制覇するほどの活躍を見せていたことから、『最強の支部長』『史上最強の支部長』[18]とも呼ばれた。
- 旧競輪学校の同期には内林久徳（引退）がおり、公私共に仲が良い。
- ミラクルCに出演した際、母親の信子から、「この子は富生（弟）と違って根（根性）がない」、「一つの事をやり遂げたことが一度もない」など、少年時代の頃の話を暴露された。一例として、高校時代に野球部に入部したものの、1年ほどで退部している[19]。しかし、「なぜか競輪の練習だけは一生懸命やっていた」という話に変わった。実際のところ、タイトルを先に取ったのは兄・幸二のほうであった。
- インタビューや取材コメントでの饒舌さは有名で、ユーモアを利かせた表現でファンを笑わせることも多く、レース後の勝利者インタビューを期待されファンの応援を受けることもあった。現役引退し評論家となってからも時に優勝者インタビュアーとして登場することもあり、次男の拳矢が優勝したレースでも何回かインタビュアーとして登場している。2023年の日本選手権競輪での拳矢への優勝インタビューでも観客の笑いを誘った[14]。
- かつては日刊スポーツ紙上にて『ヤマコウの輪界道中膝栗毛』という隔週コラムも担当していた。このコラムでは、後閑信一の話をよく出しており、小嶋敬二のことを「日本一不器用な先行選手（現在は自在選手）」と前々から命名していた。また、かつて雑誌「けいりんマガジン」（白夜書房）において、「ヤマコウスポーツ」というコラムを不定期に連載していたこともあり、内林久徳や村上義弘らのプライベートに関する話題も書いていた。
- 2006年に岐阜競輪場で共同通信社杯競輪が開催されるのを記念して作られた、『ファイトマネー』（作詞・作曲は熊本の競輪選手、仲山桂）という曲のボーカルを加藤慎平、山内卓也、吉田敏洋とともに務めた[20]。
- プロレス観戦が趣味で、大の猪木信者としても知られる。岐阜の仲間の山田裕仁らがプロレスファンになったのも山口の影響である。なお、大垣西高校野球部の8年後輩に棚橋弘至がいる。
- 自身が野球少年だったことと、岐阜出身ということで大の中日ファンで、特に大島康徳のファンだった。しかし逆に父親と弟の富生は巨人ファンである。

## 著書
- ヤマコウのバンク人生 辛抱するということ （日刊スポーツ出版社 ニッカンプラス 2013年8月） ISBN 978-4817203069